# Pozoamargo
Pozoamargo ist eine Gemeinde (Municipio) und ein Dorf mit 265 Einwohnern (Stand: 2024) in der Provinz Cuenca in der Autonomen Region Kastilien-La Mancha.

## Lage
Pozoamargo liegt etwa 80 Kilometer südlich von Cuenca in einer Höhe von ca. 750 m. Durch die Gemeinde führt die Autovía A-31.

## Bevölkerungsentwicklung
| 1970 | 1981 | 1991 | 2001 | 2011 | 2021 |
| ---- | ---- | ---- | ---- | ---- | ---- |
| 642  | 490  | 356  | 311  | 367  | 290  |

## Sehenswürdigkeiten

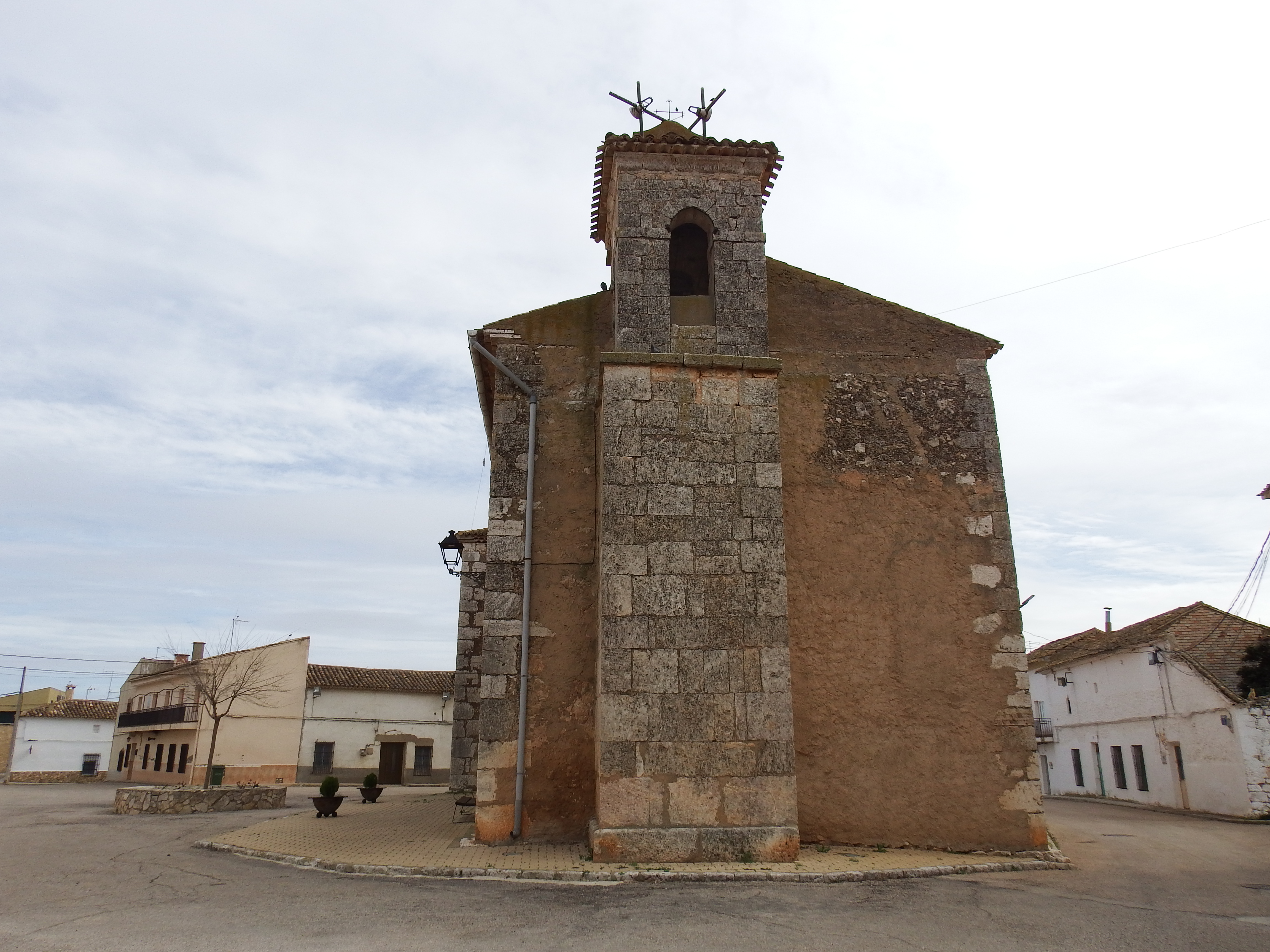
Dreifaltigkeitskirche
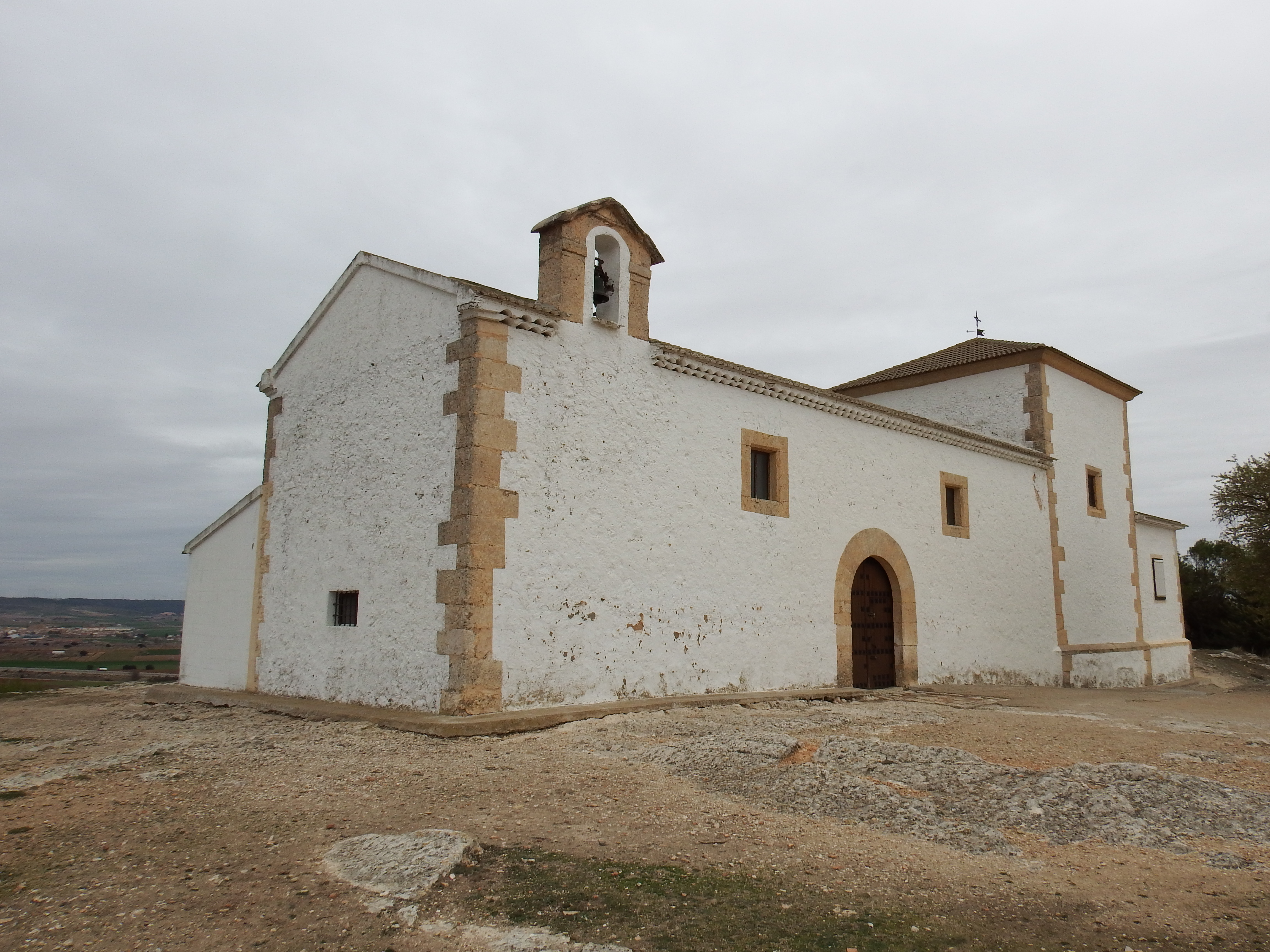
Marienkapelle
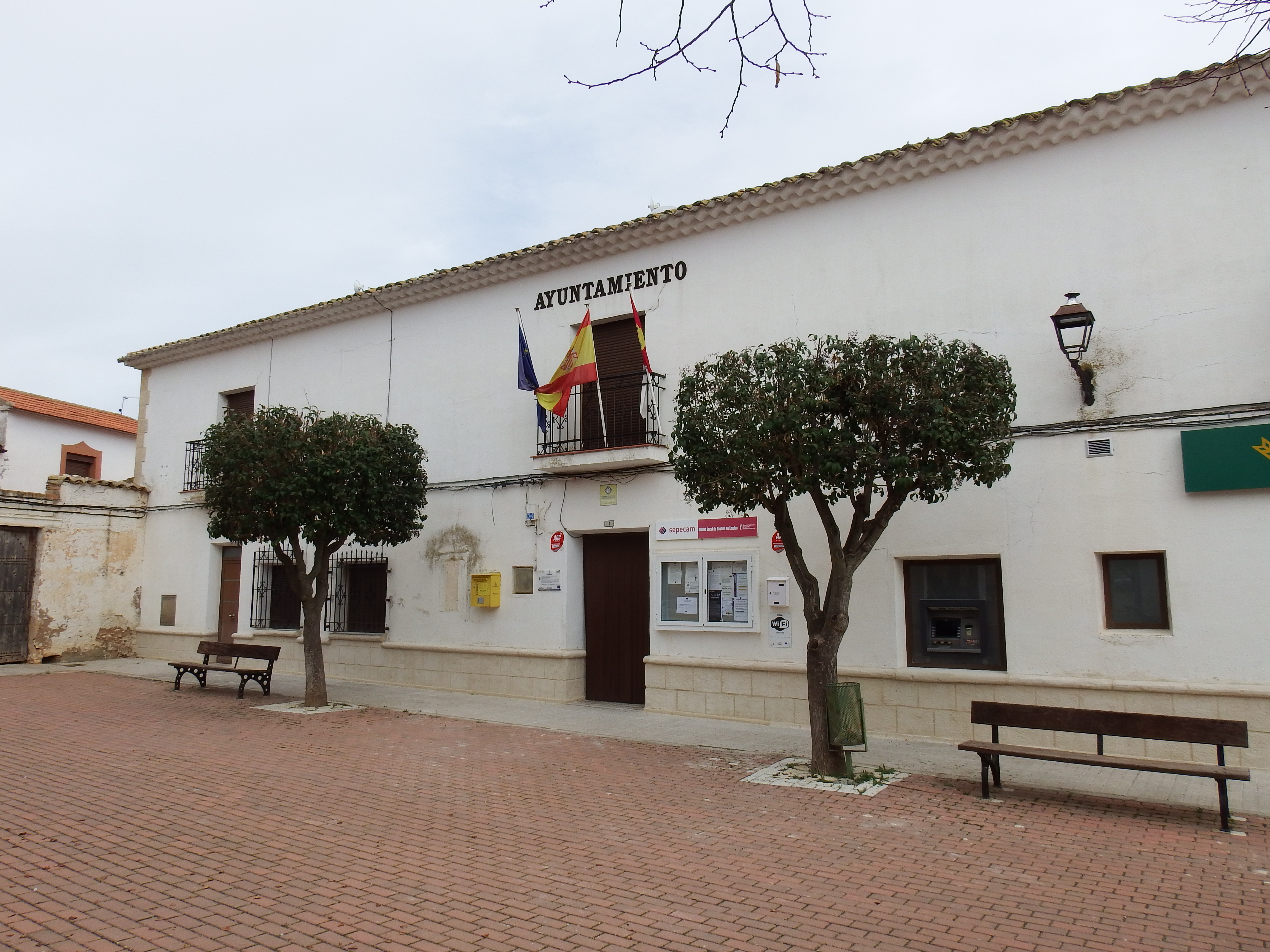
Rathaus

- Dreifaltigkeitskirche
- Marienkapelle
- Rathaus